# Macedonia (Alabama)
Macedonia è un census-designated place (CDP) degli Stati Uniti d'America situato nello stato dell'Alabama, nella contea di Pickens.
Dal 1994 al 2001 il centro abitato è stato classificato come town.